# Relaciones República Checa-Francia
Las relaciones entre Chequia y Francia son los vínculos bilaterales entre la República Francesa y la República Checa. Los primeros contactos diplomáticos entre ambos países se remontan a la Edad Media. Ambos estados son miembros de la OTAN y de la Unión Europea.

## Historia

### Checoslovaquia y Francia
Francia fue el primer país en reconocer la independencia de Checoslovaquia el 28 de octubre de 1918, estableciendo así por primera vez relaciones bilaterales. Francia apoyó la alianza político-militar de la Pequeña Entente, existente entre 1921 y 1939, que incluía a Checoslovaquia.
El 25 de enero de 1924 se firmó el Tratado de Alianza y Amistad entre Checoslovaquia y Francia (Letreatment d'aliance et d'amitié entre la Tchécoslovaquie et la France). Fue un anclaje contractual de la relación aliada de estos dos estados. Según ella, la asistencia militar mutua era imposible. 
Entre 1948 y 1989, desde el punto de vista geopolítico, los dos países se encontraban en un estado hostil. Checoslovaquia formó parte del Bloque del Este después del golpe de Praga y miembro del Pacto de Varsovia desde 1955. Francia formó parte del Bloque Occidental y miembro de la OTAN desde 1949. Francia se convirtió en uno de los centros de la emigración política checa; allí vivieron, por ejemplo, Pavel Tigrid, que publicó en París la revista de exiliados Svědectví desde 1960 o Artur London, cuyo libro se basó en la película Confesión.

### Chequia y Francia
Desde 1999, la República Checa es un Estado observador de la llamada Francofonía.
En 2004, Francia apoyó la entrada de la República Checa en la Unión Europea.
Desde 2008, la cooperación entre la República Checa y Francia se enmarca en asociaciones estratégicas, que se implementan a través de "Planes de Acción" plurianuales. Esta asociación fue iniciada principalmente por la Presidencia checa de la Unión Europea en 2009.

## Educación
El Liceo Francés está situado en Praga y sirve como jardín de infancia, escuela primaria y liceo (gimnasio).

## Comercio
En 2018, la República Checa exportó bienes a Francia por valor de 8.744 millones de euros, mientras que Francia exportó bienes a la República Checa por valor de 5.054 millones de euros. La mayor exportación de la República Checa proviene del ámbito del transporte y el automóviles. Francia es el país que más importa de los siguientes sectores: servicios profesionales y de consultoría de gestión, transporte y turismo.
Los artículos más importantes de las exportaciones checas a Francia son los automóviles (30,3%), componentes de tecnología informática (12,4%), equipos eléctricos (10,5%), productos metálicos (5,7%) y máquinas industriales (2,9%). Los artículos más importantes de las importaciones francesas a la República Checa son los automóviles (13,7%), productos metálicos (9,5%), equipos eléctricos (7,2%) y medicamentos (6,6%). 

## Misiones diplomáticas

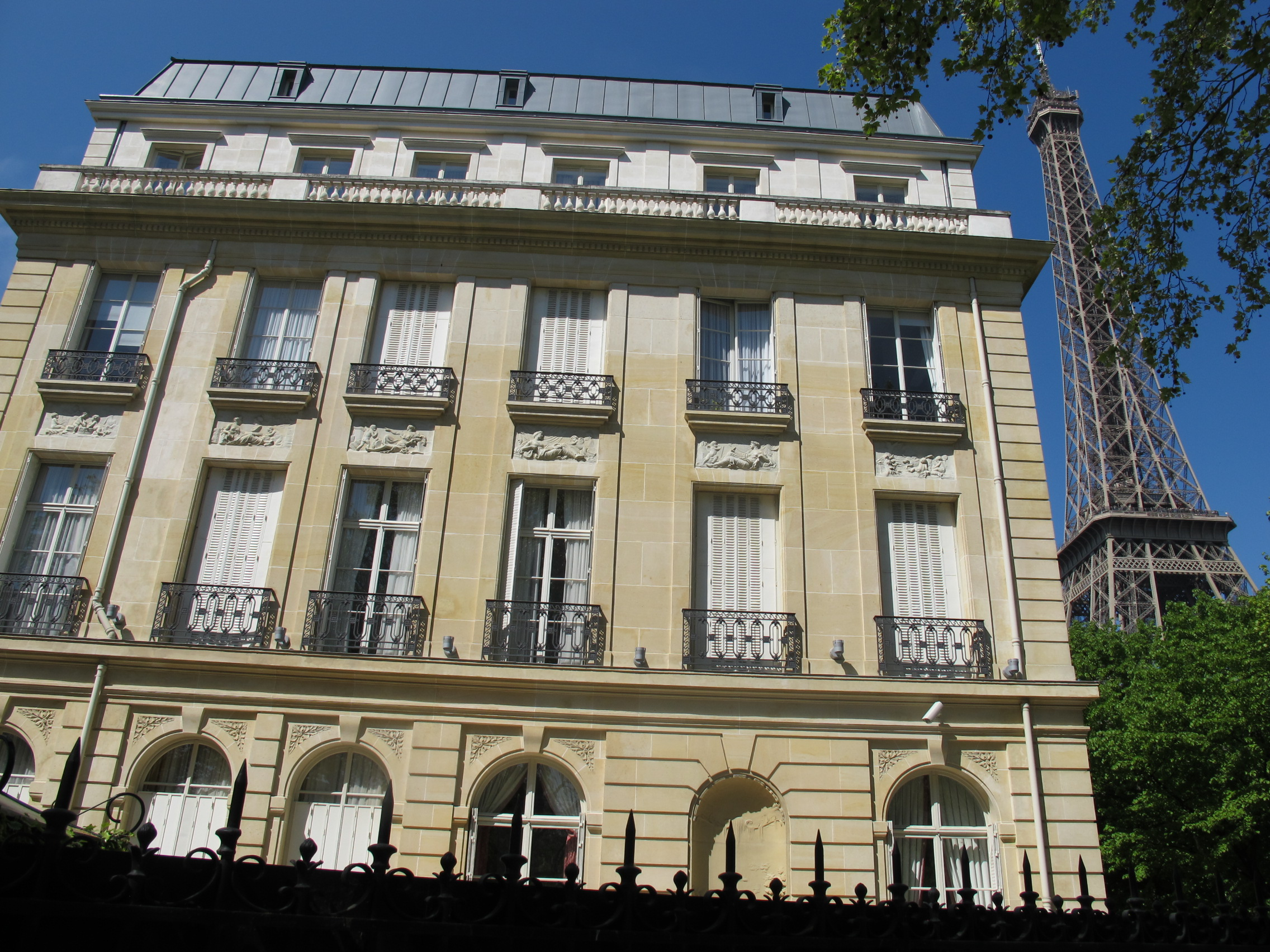
Chequia tiene una embajada en París y consulados en Estrasburgo, Nantes, Marsella, Toulouse, Lyon, Lille, Baie-Mahault, Dijon y Burdeos
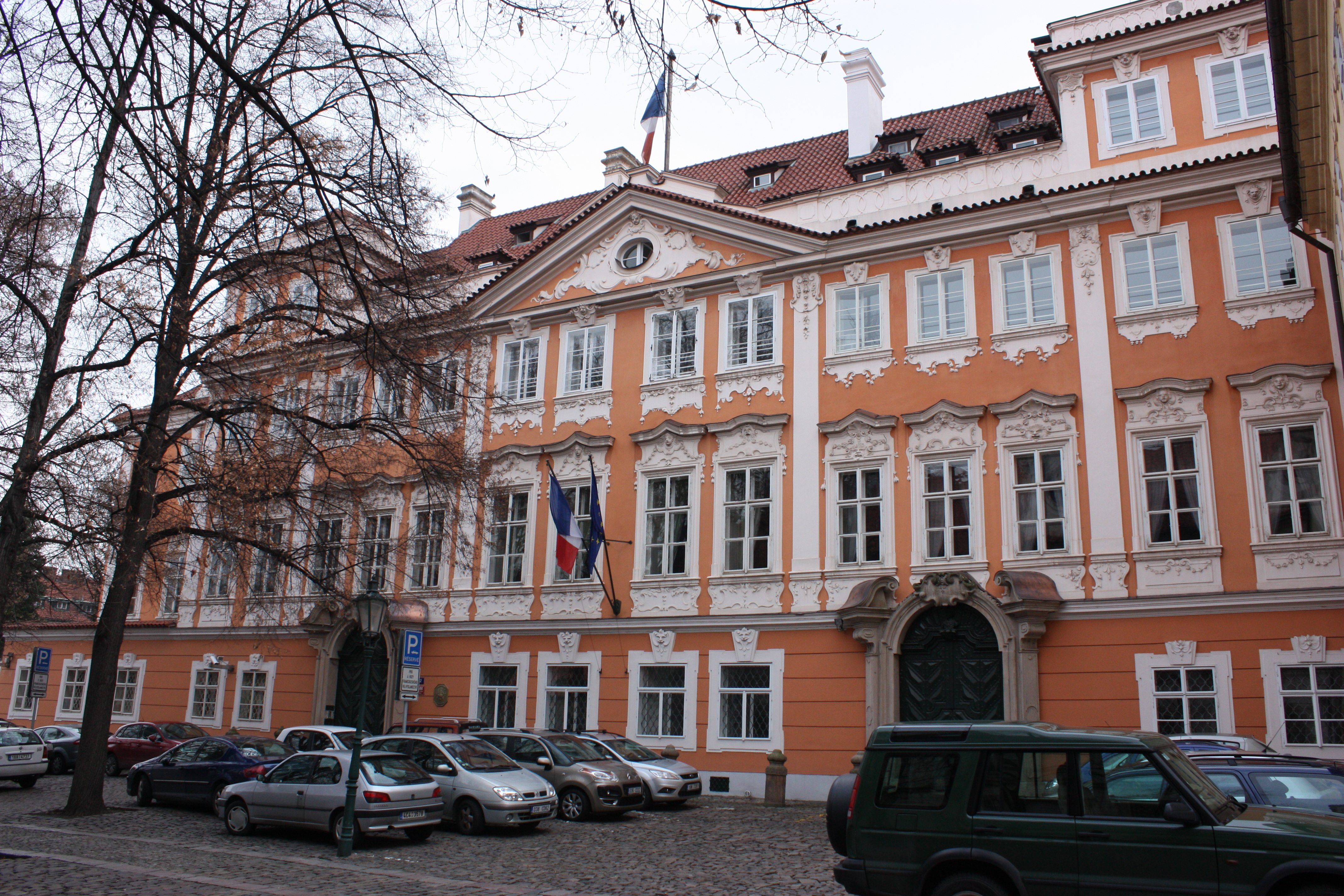
Francia tiene una embajada en Praga  - La Embajada Checa en París con la Torre Eiffel al fondo
  - Embajada de Francia en Praga